# Ambtsadel
Ambtsadel (Frans: noblesse de robe) is de aanduiding voor personen die hun adeldom ontlenen aan een hoog bestuurlijk ambt in het Frankrijk van het ancien régime. Alleen de hoogste ambten zoals dat van raadsheer in een centrale bestuursraad of van voorzitter van een gewestelijke justitieraad verleenden erfelijk adeldom. De ambtsadel trad eerst in de 17e eeuw op de voorgrond.
De naam noblesse de robe is ontleend aan de toga die zij droegen op grond van hun universitaire opleiding. Naast competentie was voor veel functies een ambtskoop vereist. Ook in de Bourgondische en Habsburgse Nederlanden kwam ambtsadel voor, meestal afkomstig uit de Franche Comté.
De ambtsadel stond tegenover de zwaardadel (noblesse d'épée) of oeradel, bestaande uit de oude geslachten die hun adeldom ontleenden aan hun militaire functie in het feodale stelsel.